# Angelo Poliziano

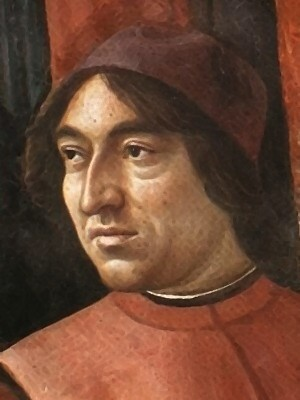
Angelo Poliziano – Detail aus einem Fresko von Domenico Ghirlandaio in der Cappella Tornabuoni in Santa Maria Novella

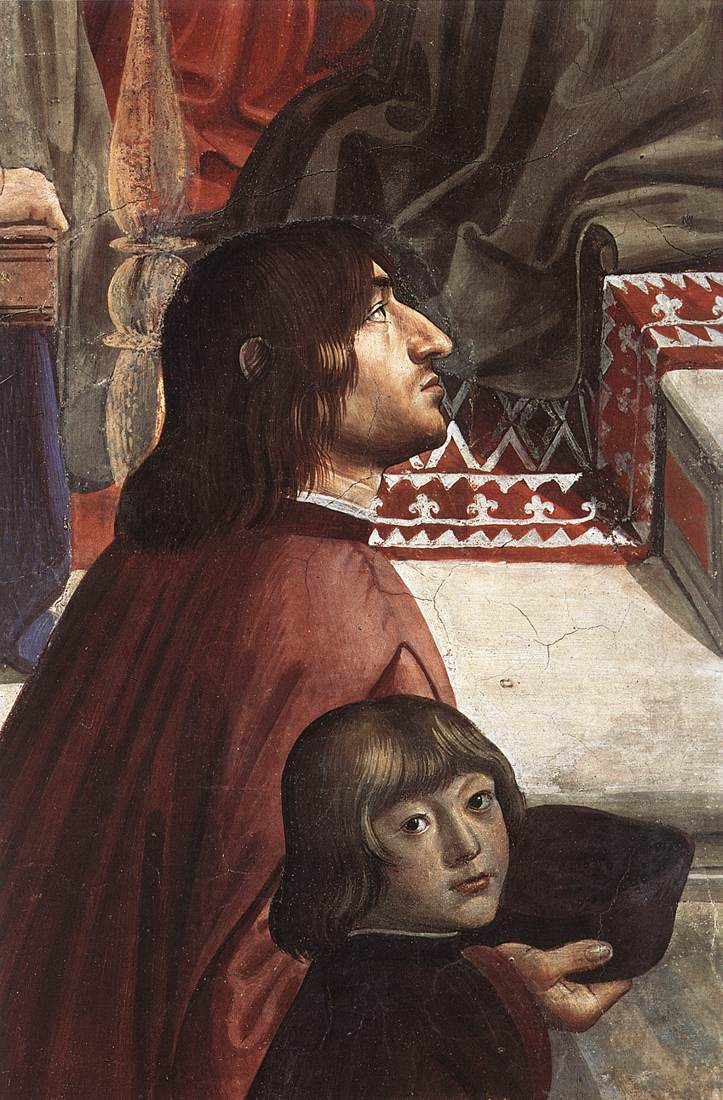
Angelo Poliziano mit Giuliano di Lorenzo de’ Medici auf einem Fresko von Domenico Ghirlandaio in der Cappella Sassetti in Santa Trinita (Florenz)

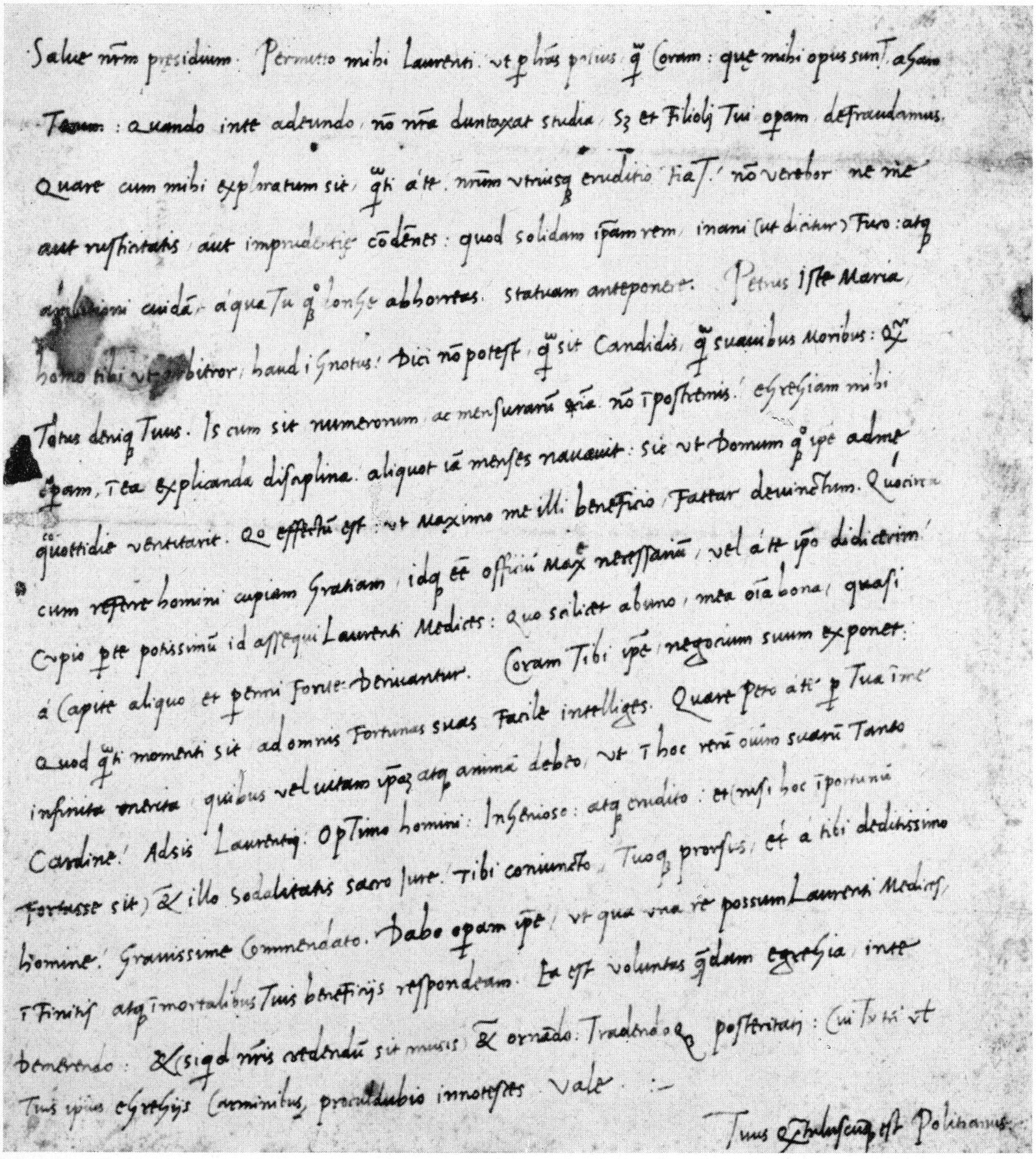
Ein eigenhändiger Brief Polizianos an Lorenzo il Magnifico. Basel, Öffentliche Bibliothek der Universität, Autographen-Sammlung Geigy-Hagenbach

Angelo Poliziano (eigentlich Agnolo Ambrogini; latinisiert: Angelus Politianus bzw. Angelus Ambrosini; deutsch auch Politian; * 14. Juli 1454 in Montepulciano; † 29. September 1494 in Florenz) war ein italienischer Humanist und Dichter der Renaissance. Seine Werke waren maßgeblich für die Entstehung des humanistischen Lateins.

## Leben
Polizianos Name ist von seinem Geburtsort Montepulciano (lateinisch Mons Politianus) abgeleitet. Sein Vater, Benedetto Poliziano, ein Rechtsanwalt, stand in Beziehung zu einer der wichtigsten Familien von Florenz, den Medici. Er starb, als Angelo zehn Jahre alt war, wahrscheinlich durch ein Gewaltverbrechen von Verwandten eines Mannes ausgeführt, der durch sein juristisches Handeln verurteilt worden war. Angelo wurde in Florenz erzogen und war dann als Kanzler und Erzieher der Söhne von Lorenzo il Magnifico tätig.
Poliziano wendete sich als Philologe ab 1477 fast ausschließlich klassischen Studien zu. Seine wissenschaftliche Arbeitsmethode erarbeitete er sich vor allem in der Auseinandersetzung mit Werk und Methoden des Domizio Calderini, den er 1473 bei dessen Aufenthalt in Florenz kennen gelernt hatte und mit dem er in der Folgezeit häufiger Auseinandersetzungen hatte. Als typischer Vertreter des Humanismus warf er Fragen zur Antike auf mittels der Dichtung, der gelehrten Abhandlung und dem Dialog – auch briefliche, wie z. B. an den Literaturkritiker in Rom, Paolo Cortesio – und versuchte sie zu klären. 1480 erhielt er den Lehrstuhl für griechische und lateinische Literatur an der Universität Florenz. Sein hervorragender Ruf zog Studenten aus ganz Italien und anderen europäischen Ländern an. Zu seinen Hörern zählten Michelangelo, Johannes Reuchlin und die englischen Humanisten Thomas Linacre und William Grocyn. Eines seiner ersten literarischen Werke war das berühmte Versepos „Le stanze per la giostra“ (ca. 1476), in dem das Turnierspiel von Giuliano di Piero de Medici aus dem Jahre 1475 verherrlicht wird. Poliziano befasste sich auch intensiv mit der antiken Medizin, auf die sich ein wesentlicher Teil seiner philosophischen Studien bezog, und war befreundet mit humanistisch gebildeten Ärzten wie Antonio Benivieni (1440–1502), Niccolò Leoniceno und Thomas Linacre. Einigen Einfluss hatte er auf die Werke des Malers Sandro Botticelli, den er in Fragen der literarischen Quellenauswahl für seine Bilder Primavera und Geburt der Venus beraten hatte.
1485 wurde er Kanonikus der Kathedrale zu Florenz. Sein Grab befindet sich auf dem Friedhof der Markus-Kirche von Florenz.
Angelo Poliziano und Hermolaus Barbarus gelten als diejenigen, die den Begriff Encyclopaedia Ende des 15. Jahrhunderts als erste benutzten.

## Werke
- Kurzepos Stanze per la giostra (Der Triumph Cupidos), 1475–1478.
- Apologie Pactianae coniurationis commentarium (Kommentar zur Pazzi-Verschwörung), 1478.
- Schauspiel Fabula di Orfeo (Die Tragödie des Orpheus), 1494.
- Omnium Angeli Politiani operum (quae quidem extare novimus) tomus …. Badius, Parrhisiis 1519 (urn:nbn:de:hbz:061:1-9210).

## Ausgaben und Übersetzungen
- Lorenzo Vespoli (Hrsg.): Angelo Poliziano: Commento inedito alle Bucoliche di Virgilio. Leo S. Olschki, Florenz 2024, ISBN 9788822269416.
- Livia Castano Musicò (Hrsg.): Angelo Poliziano: Commento inedito alle Georgiche di Virgilio. Olschki, Florenz 1990, ISBN 88-222-3844-3 (kritische Edition).
- Lucia Cesarini Martinelli, Roberto Ricciardi (Hrsg.): Angelo Poliziano: Commento inedito alle Satire di Persio. Olschki, Florenz 1985, ISBN 88-222-3357-3 (kritische Edition).
- Francesco Lo Monaco (Hrsg.): Angelo Poliziano: Commento inedito ai Fasti di Ovidio. Olschki, Florenz 1991, ISBN 88-222-3878-8 (kritische Edition).
- Filippomaria Pontani (Hrsg.): Angelo Poliziano: Liber epigrammatum Graecorum (= Edizione nazionale dei testi umanistici. Band 5). Edizioni di Storia e Letteratura, Rom 2002, ISBN 88-8498-053-4.
- Otto Schönberger (Hrsg.): Angelo Poliziano: „Rusticus“. Einleitung, Text, erste deutsche Übersetzung und Anmerkungen. Königshausen & Neumann, Würzburg 1992, ISBN 3-88479-735-2.
- Charles Fantazzi (Hrsg.): Angelo Poliziano: Silvae. (= The I Tatti Renaissance library. 14). Harvard University Press, Cambridge (Massachusetts) 2004, ISBN 0-674-01480-4 (lateinischer Text und englische Übersetzung).
- Peter E. Knox (Hrsg.): Angelo Poliziano: Greek and Latin Poetry. (= The I Tatti Renaissance library. 86). Harvard University Press, Cambridge (Massachusetts) 2018, ISBN 978-0-674-98457-8 (lateinischer bzw. griechischer Text und englische Übersetzung).
- Otto und Eva Schönberger: Angelo Poliziano: Vorworte und Vorlesungen. Einleitung, deutsche Übersetzung und Anmerkungen. Königshausen & Neumann, Würzburg 2011, ISBN 978-3-8260-4596-7.
- Luigi Silvano (Hrsg.): Angelo Poliziano: Appunti per un corso sull'Odissea. Editio princeps dal Par. gr. 3069. Edizioni dell'Orso, Alessandria 2010, ISBN 978-88-6274-196-5 (kritische Edition).
- Shane Butler (Hrsg.): Angelo Poliziano: Letters. Harvard University Press, Cambridge (Massachusetts) 2006 ff. (lateinischer Text und englische Übersetzung)
  - Band 1: Books I–IV. 2006, ISBN 0-674-02196-7.
- Angelo Polizianos Tagebuch (1477–1479): mit vierhundert Schwänken und Schnurren aus den Tagen Lorenzos des Großmächtigen und seiner Vorfahren. Diederichs, Jena 1929 (urn:nbn:de:hbz:061:1-19810).